# All For One Caribbean
All For One Caribbean es un concurso internacional anual de canciones para la región del Caribe. Iniciado en 2013, el concurso se ha celebrado tres veces desde su creación. El primer concurso All For One Caribbean se llevó a cabo el 21 de octubre en Fort de France, Martinica.

## Formato
All For One Caribbean es un concurso de canciones anual creado por Joslyn Vautor, Dominique Pompee y Bernard Lagier, los tres fundadores son todos miembros de Culturelles Caribbean Connection. La competencia se basa libremente en el formato del Festival de la Canción de Eurovisión, All For One Caribbean, sin embargo, no tiene semifinales. Un jurado de cada nación otorga entre 1 y 100 puntos por cada entrada, excepto la suya.
A diferencia del Festival de la Canción de Eurovisión, la competencia no va al país ganador, ha permanecido en Martinica durante todas las ediciones de la competencia hasta la fecha. Además, los cantantes y las canciones para la competencia son seleccionados por el Ministerio de Turismo de cada país; hasta la fecha, ningún país ha realizado una selección pública.

## Participación
Hasta la fecha, un total de 13 estados soberanos y países dependientes han participado en al menos una edición del Concurso de la Canción del Caribe All For One. 35 estados soberanos y países dependientes son elegibles para participar en la competencia.
| País                         | Año de Debut | Año de Retiro | Año de Regreso | Número de Participaciones | Gana |
| ---------------------------- | ------------ | ------------- | -------------- | ------------------------- | ---- |
| Barbados                     | 2013         | 2015          |                | 2                         |      |
| Cuba                         | 2013         |               |                | 3                         |      |
| Dominica                     | 2013         |               |                | 3                         |      |
| República Dominicana         | 2013         |               |                | 3                         | 1    |
| Guadalupe                    | 2014         |               |                | 2                         |      |
| Guyana                       | 2015         |               |                | 1                         |      |
| Haiti                        | 2013         |               |                | 3                         |      |
| Jamaica                      | 2014         | 2015          |                | 1                         |      |
| Martinica                    | 2013         |               |                | 3                         | 1    |
| Montserrat                   | 2014         |               |                | 2                         |      |
| Saint Martin                 | 2013         | 2014          |                | 1                         |      |
| San Vicente y las Granadinas | 2014         |               |                | 2                         |      |
| Santa Lucia                  | 2013         | 2014          | 2015           | 2                         | 1    |
| Trindad & Tobago             | 2013         | 2015          |                | 2                         |      |

## Ganadores

### Por año
| Año  | Fecha      | Ciudad anfitriona | Participantes | Ganador              | Canción                        | Intérprete      | Puntos | Margen | Subcampeón |
| ---- | ---------- | ----------------- | ------------- | -------------------- | ------------------------------ | --------------- | ------ | ------ | ---------- |
| 2013 | 21 octubre | Fort de France    | 9             | Santa Lucia          | "St Lucia we love" & "Glo koko | Mongstar        | 622    | 5      | Martinica  |
| 2014 | 18 octubre | Fort de France    | 11            | República Dominicana | "Ahora tú" & "Cierra los ojos" | Rosaly Rubio    |        |        | Barbados   |
| 2015 | 24 octubre | Fort de France    | 10            | Martinica            |                                | Maleïka Pennont | 1309   | 36     | Haiti      |